# Lista de espécies de Nicodamidae
Esta página foi criada com o objetivo de exibir as espécies da família Nicodamidae.

## Ambicodamus
Ambicodamus Harvey, 1995
- Ambicodamus audax Harvey, 1995 — Eastern Australia
- Ambicodamus crinitus (L. Koch, 1872) — New South Wales, Victoria, Tasmania
- Ambicodamus dale Harvey, 1995 — Queensland
- Ambicodamus darlingtoni Harvey, 1995 — New South Wales
- Ambicodamus emu Harvey, 1995 — Queensland
- Ambicodamus kochi Harvey, 1995 — Western Australia
- Ambicodamus leei Harvey, 1995 — South Australia
- Ambicodamus marae Harvey, 1995 — Western Australia
- Ambicodamus sororius Harvey, 1995 — Queensland, New South Wales, Victoria, Tasmania
- Ambicodamus southwelli Harvey, 1995 — New South Wales, Victoria, Tasmania
- Ambicodamus urbanus Harvey, 1995 — New South Wales

## Dimidamus
Dimidamus Harvey, 1995
- Dimidamus arau Harvey, 1995 — New Guinea
- Dimidamus dimidiatus (Simon, 1897) — Queensland, New South Wales
- Dimidamus enaro Harvey, 1995 — New Guinea
- Dimidamus leopoldi (Roewer, 1938) — New Guinea
- Dimidamus sero Harvey, 1995 — New Guinea
- Dimidamus simoni Harvey, 1995 — Victoria

## Durodamus
Durodamus Harvey, 1995
- Durodamus yeni Harvey, 1995 — Queensland, Victoria, South Australia

## Forstertyna
Forstertyna Harvey, 1995
- Forstertyna marplesi (Forster, 1970) — New Zealand

## Litodamus
Litodamus Harvey, 1995
- Litodamus collinus Harvey, 1995 — Tasmania
- Litodamus hickmani Harvey, 1995 — Tasmania
- Litodamus olga Harvey, 1995 — Tasmania

## Megadictyna
Megadictyna Dahl, 1906
- Megadictyna thilenii Dahl, 1906 — New Zealand

## Nicodamus
Nicodamus Simon, 1887
- Nicodamus mainae Harvey, 1995 — Western Australia, South Australia
- Nicodamus peregrinus (Walckenaer, 1842) — Eastern Australia

## Novodamus
Novodamus Harvey, 1995
- Novodamus nodatus (Karsch, 1878) — New South Wales, Victoria, Tasmania
- Novodamus supernus Harvey, 1995 — New South Wales

## Oncodamus
Oncodamus Harvey, 1995
- Oncodamus bidens (Karsch, 1878) — New South Wales
- Oncodamus decipiens Harvey, 1995 — Queensland, New South Wales

## Referencias
- Platnick, Norman I. (2009): The world spider catalog, version 10.0. American Museum of Natural History.